# Glaucium contortuplicatum
Glaucium contortuplicatum är en vallmoväxtart som beskrevs av Pierre Edmond Boissier. Glaucium contortuplicatum ingår i Hornvallmosläktet som ingår i familjen vallmoväxter. Inga underarter finns listade i Catalogue of Life.